# Le strade di San Francisco
Le strade di San Francisco (The Streets of San Francisco) è una serie televisiva statunitense di genere poliziesco, trasmessa dalla ABC per 5 stagioni dal 1972 al 1977.
Popolare anche fuori dagli Stati Uniti (in Italia andò in onda dal febbraio 1980 sulla Rete 2), la serie, come suggerito dal titolo, è interamente ambientata nella caratteristica città di San Francisco, in California, dove avvengono spettacolari e lunghi inseguimenti in auto, ma è anche una serie "attenta alle problematiche sociali". I due protagonisti sono Karl Malden nei panni del tenente Mike Stone e l'attore esordiente (nonché figlio d'arte e futura star di Hollywood) Michael Douglas nel ruolo di Steve Keller. Douglas abbandonò la serie dopo i primi due episodi dell'ultima stagione, lasciando il posto a Richard Hatch nella parte di Dan Robbins.
Il suo episodio pilota è tratto dal romanzo Poor, poor Ophelia di Carolyn Weston, pubblicato in italiano dalla collana dei Gialli Mondadori negli anni '70, con il titolo Povera, povera Ofelia. 
È stata nominata, fra i molti premi, per 3 Golden Globe.

## Trama
I protagonisti sono una coppia ben assortita di investigatori: il tenente Michael Stone è un anziano poliziotto venuto dalla gavetta, vedovo e con una figlia, Jeannie, che appare saltuariamente; si presenta indossando immancabilmente uno sdrucito trench con in testa un floscio cappello anni '50. Il giovane ispettore Steve Keller è più "intellettuale" e politicamente corretto (infatti, al momento di uscire dalla serie, il personaggio lascia la polizia per dedicarsi all'insegnamento dopo una seria ferita rimediata in servizio).
Le vicende dei due, solitamente concluse nell'ambito di ogni episodio, si svolgono a San Francisco; anche se non mancano inseguimenti e sparatorie, le scene violente risultano contenute, considerato che la serie era rivolta a un pubblico televisivo familiare, mentre viene fatto risaltare lo spessore umano dei due detective: il loro coinvolgimento nelle indagini, soprattutto per il tenente, è frequentemente di natura emotiva.

## Guest star
Nell'arco delle 5 stagioni sono state molte le guest-star che si sono avvicendate: Claude Akins, Meredith Baxter, Noah Beery Jr., Bill Bixby, Sorrell Booke, Tom Bosley, Dabney Coleman, Joseph Cotten, Tyne Daly, Bradford Dillman, Sam Elliott, Lola Falana, Norman Fell, Paul Michael Glaser, Larry Hagman, Mark Hamill, Murray Hamilton, Earl Holliman, Sam Jaffe, Don Johnson, Ida Lupino, Charles Martin Smith, Gerald McRaney, Vera Miles, Belinda Montgomery, Vic Morrow, Edward Mulhare, Ricky Nelson, Leslie Nielsen, Nick Nolte, Michael Parks, Stefanie Powers, John Ritter, Marion Ross, Joe Santos, John Saxon, Arnold Schwarzenegger, Tom Selleck, Martin Sheen, Henry Silva, David Soul, Paul Sorvino, Dean Stockwell, Susan Strasberg, Don Stroud, Barry Sullivan, Michael Talbott, Dick Van Patten, Robert Wagner, David Wayne, Carl Weathers, Stuart Whitman, Larry Wilcox e James Woods.

## Episodi
| Stagione         | Episodi | Prima TV originale | Prima TV Italia |
| ---------------- | ------- | ------------------ | --------------- |
| Prima stagione   | 27      | 1972-1973          | 1980-1981       |
| Seconda stagione | 23      | 1973-1974          | 1980-1984       |
| Terza stagione   | 23      | 1974-1975          | 1980-1986       |
| Quarta stagione  | 23      | 1975-1976          | 1982            |
| Quinta stagione  | 24      | 1976-1977          | 1984            |

## Film TV
1992 - Le strade di San Francisco: Mike Stone ritorna (Back to the streets of San Francisco) di Mel Damski con Karl Malden.